# Araneus celebensis
Araneus celebensis är en spindelart som beskrevs av Anna Maria Sibylla Merian 1911. Araneus celebensis ingår i släktet Araneus och familjen hjulspindlar.
Artens utbredningsområde är Sulawesi. Inga underarter finns listade i Catalogue of Life.